# Parco nazionale Stora Sjöfallet
Il parco nazionale Stora Sjöfallet è un'area naturale protetta della Svezia, situata nella contea di Norrbotten, municipalità di Jokkmokk e Gällivare.

## Territorio

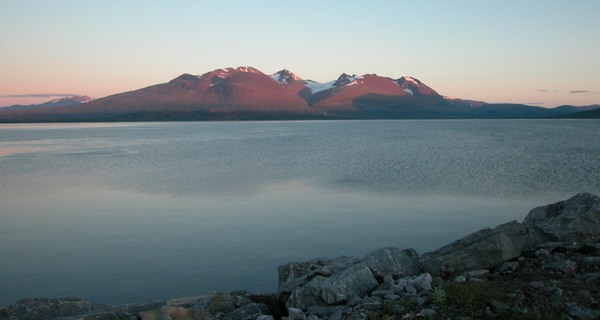
la montagna Akka vista dal lago Akkajaure.

Il parco nazionale occupa una superficie di 127.800 ha e segue il corso del fiume Stora Lule.
Il lago Akkajaure, costruito sul fiume per la realizzazione di una centrale idroelettrica, divide il parco in due: a sud si trova la catena montuosa dello Akka, detta "la regina della Lapponia", a nord si trova la montagna Kallaktjåkkå nei pressi della valle del Teusadalen.
Il panorama è vario: lo sguardo sorvola su aspre montagne, vasti altipiani e profonde vallate.

## Provvedimenti istitutivi
È stato istituito nel 1909 e come il parco nazionale Sarek, il parco nazionale Muddus e il parco nazionale Padjelanta, il parco nazionale Stora Sjöfallet fa parte dell'area lappone, nella regione della Lapponia svedese, definita patrimonio dell'umanità dell'UNESCO nel 1996.